# Río Gomal
El río Gomal (en lengua urdu, دریائے گومل}}; en idioma pastún, ګومل سیند،  ګومل دریاب}}; en sánscrito, गोमती) es un río de 400 km de largo que fluye por Afganistán y Pakistán. Aparece mencionado en el Rigveda, el texto más antiguo de la India, con el nombre de Gomatī, que significa lleno de agua. El distrito de Gomal, en la provincia de Paktīkā, en Afganistán, recibe su nombre por este río. Igualmente, da nombre a la Universidad de Gomal, en la ciudad pakistaní de Dera Ismail Khan, y a una calle en la capital de Pakistán, en Islamabad.
- Datos: Q8501